# Pozemní hokej na Letních olympijských hrách 1908
Pozemní hokej na LOH 1908 v Londýně zahrnoval pouze turnaj mužů. Všechny zápasy tohoto turnaje se odehrály pouze ve 3 dnech! Konkrétně se hrálo ve dnech 29., 30. a 31. října 1908. Turnaje se zúčastnilo 6 mužstev a hrálo se vyřazovacím systémem přičemž 2 týmy Wales a Anglie byly nasazeny přímo do semifinále a zbylé 4 týmy musely projít čtvrtfinálem, o 3. místo se nehrálo, ale poražení čtvrtfinalisté sehráli zápas o 5. místo.

## Turnaj mužů
| Zlato   | Velká Británie (GBR) Anglie          |
| Stříbro | Velká Británie (GBR) Irsko           |
| Bronz   | Velká Británie (GBR) Skotsko a Wales |

Obě čtvrtfinále se hrála 29. října, obě semifinále se hrála ještě v tentýž den a finále se hrálo 31. října.
|  | Čtvrtfinále              | Čtvrtfinále             |                          |    | Semifinále | Semifinále |  |  | Finále | Finále |
|  |                          |                         |                          |    |            |            |  |  |        |        |
|  |                          |                         |                          |    |            |            |  |  |        |        |
|  |                          |                         |                          |    |            |            |  |  |        |        |
|  | Velká Británie (Skotsko) | 4                       |                          |    |            |            |  |  |        |        |
|  | Velká Británie (Skotsko) | 4                       |                          |    |            |            |  |  |        |        |
|  | Německo                  | 0                       |                          |    |            |            |  |  |        |        |
|  | Německo                  | 0                       | Velká Británie (Skotsko) | 1  |            |            |  |  |        |        |
|  |                          |                         | Velká Británie (Skotsko) | 1  |            |            |  |  |        |        |
|  |                          | Velká Británie (Anglie) | 6                        |    |            |            |  |  |        |        |
|  | Velká Británie (Anglie)  | Velká Británie (Anglie) | 6                        |    |            |            |  |  |        |        |
|  |                          |                         |                          |    |            |            |  |  |        |        |
|  | Volný los                |                         |                          |    |            |            |  |  |        |        |
|  | Velká Británie (Anglie)  | 8                       |                          |    |            |            |  |  |        |        |
|  | Velká Británie (Anglie)  | 8                       |                          |    |            |            |  |  |        |        |
|  |                          | Velká Británie (Irsko)  | 1                        |    |            |            |  |  |        |        |
|  | Velká Británie (Irsko)   | Velká Británie (Irsko)  | 1                        | 10 |            |            |  |  |        |        |
|  | Velká Británie (Irsko)   |                         |                          | 10 |            |            |  |  |        |        |
|  | Francie                  | 1                       |                          |    |            |            |  |  |        |        |
|  | Francie                  | 1                       | Velká Británie (Irsko)   | 3  |            |            |  |  |        |        |
|  |                          |                         | Velká Británie (Irsko)   | 3  |            |            |  |  |        |        |
|  |                          | Velká Británie (Wales)  | 1                        |    |            |            |  |  |        |        |
|  | Velká Británie (Wales)   | Velká Británie (Wales)  | 1                        |    |            |            |  |  |        |        |
|  |                          |                         |                          |    |            |            |  |  |        |        |
|  | Volný los                |                         |                          |    |            |            |  |  |        |        |
|  |                          |                         |                          |    |            |            |  |  |        |        |

## Zápas o 5. místo
- 30. října
- Německo – Francie 1:0

## Medailisté
| Zlato | Stříbro | Bronz | Bronz |
| --- | --- | --- | --- |
| Velká Británie (Anglie) | Velká Británie (Irsko) | Velká Británie (Skotsko) | Velká Británie (Wales) |
| Louis Baillon Harry Freeman Eric Green Gerald Logan Alan Noble Edgar Page Reggie Pridmore Percy Rees John Yate Robinson Stanley Shoveller Harvey Wood | Edward Allman-Smith Henry Brown Walter Campbell William Graham Richard Gregg Edward Holmes Robert Kennedy Henry Murphy Walter Peterson Charles Power Frank Robinson | Alexander Burt John Burt Andrew Dennistoun Charles Foulkes Hew Fraser James Harper-Orr Ivan Laing Hugh Neilson William Orchardson Norman Stevenson Hugh Walker | Frederick Connah Llewellyn Evans Arthur Law Richard Lyne Wilfred Pallott Frederick Phillips Edward Richards Charles Shephard Bertrand Turnbull Philip Turnbull James Williams |